# Benattou Ziane
Ben Attou Ziane (en arabe : بن عتو زيان), est un homme politique algérien né le 9 aout 1960.
Il est l'actuel Ministre de la Transition Énergétique et des Energies renouvelables.